# ۷۴۵ (پیش از میلاد)
۷۴۵ (پیش از میلاد) ۷۴۵مین سال قبل از تقویم میلادی است.